# اسکات مایکل کمبل
اسکات مایکل کمبل (انگلیسی: Scott Michael Campbell؛ ‏تلفظ نام‌خانوادگی: ‎/ˈkæmbəl/‎؛ ‏ زادهٔ ۱۴ اوت ۱۹۷۱) بازیگر اهل ایالات متحده آمریکا است.
او در فیلم باشگاه کوگر بازی کرده است.